# Copa Billie Jean King
La Copa Billie Jean King, llamada anteriormente Copa Federación hasta 1995 y Copa Fed hasta 2020, es la competición principal por equipos del tenis femenino. Se disputa entre equipos nacionales desde 1963, siendo una competición similar a la Copa Davis. La Copa Billie Jean King se disputa anualmente entre 95 países, en varios grupos y rondas. Cada ronda entre dos equipos se juega a cuatro partidos individuales y uno de dobles (en épocas anteriores solamente dos individuales y un doble).
La jugadora española Arantxa Sánchez Vicario mantiene actualmente el récord de victorias tanto en individuales como por parejas en el torneo con un total de 72 victorias, así como el récord de más partidos disputados (100) y más años jugados (16).

## Historial

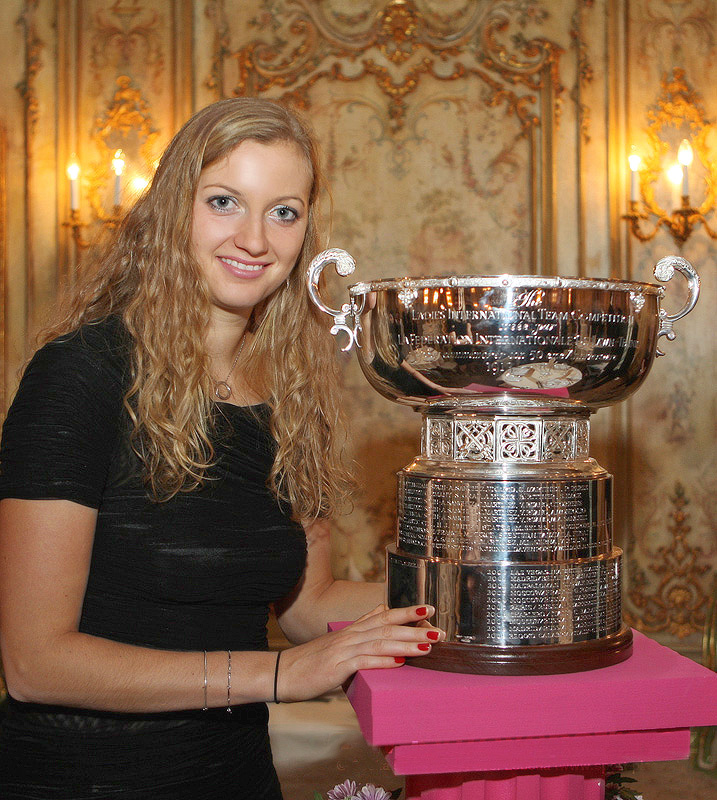
Petra Kvitová con el trofeo, Fed Cup 2011, Moscú.

| Año     | Recinto                            | Ciudad                        | Campeón        | Resultado | Subcampeón      |
| ------- | ---------------------------------- | ----------------------------- | -------------- | --------- | --------------- |
| 1963    | Queen's Club                       | Londres, Reino Unido          | Estados Unidos | 2 - 1     | Australia       |
| 1964    | Germantown Cricket Club            | Filadelfia, Estados Unidos    | Australia      | 2 - 1     | Estados Unidos  |
| 1965    | Kooyong Lawn Tennis Club           | Melbourne, Australia          | Australia      | 2 - 1     | Estados Unidos  |
| 1966    | Turin Press Sporting Club          | Turín, Italia                 | Estados Unidos | 3 - 0     | Alemania Occ.   |
| 1967    | Blau-Weiss Tennis Club             | Berlín, Alemania              | Estados Unidos | 2 - 0     | Gran Bretaña    |
| 1968    | Stade Roland Garros                | París, Francia                | Australia      | 3 - 0     | Países Bajos    |
| 1969    | Athens Tennis Club                 | Atenas, Grecia                | Estados Unidos | 2 - 1     | Australia       |
| 1970    | Freiburg Tennis Club               | Friburgo, R.F.A.              | Australia      | 3 - 0     | Alemania Occ.   |
| 1971    | Royal King's Park Tennis Club      | Perth, Australia              | Australia      | 3 - 0     | Gran Bretaña    |
| 1972    | Ellis Park Stadium                 | Johannesburgo, Sudáfrica      | Sudáfrica      | 2 - 1     | Gran Bretaña    |
| 1973    | Bad Homburg Tennis Club            | Bad Homburg, R.F.A.           | Australia      | 3 - 0     | Sudáfrica       |
| 1974    | Naples Tennis Club                 | Nápoles, Italia               | Australia      | 2 - 1     | Estados Unidos  |
| 1975    | Aixoise C.C.                       | Aix-en-Provence, Francia      | Checoslovaquia | 3 - 0     | Australia       |
| 1976    | Wachovia Spectrum                  | Filadelfia, Estados Unidos    | Estados Unidos | 2 - 1     | Australia       |
| 1977    | Devonshire Park                    | Eastbourne, Reino Unido       | Estados Unidos | 2 - 1     | Australia       |
| 1978    | Kooyong Stadium                    | Melbourne, Australia          | Estados Unidos | 2 - 1     | Australia       |
| 1979    | RSHE Club Campo                    | Madrid, España                | Estados Unidos | 3 - 0     | Australia       |
| 1980    | Rot-Weiss T.C.                     | Berlín, R.F.A.                | Estados Unidos | 3 - 0     | Australia       |
| 1981    | Tamagawa-en Racquet Club           | Tokio, Japón                  | Estados Unidos | 3 - 0     | Gran Bretaña    |
| 1982    | Decathlon Club                     | Santa Clara, Estados Unidos   | Estados Unidos | 3 - 0     | Alemania Occ.   |
| 1983    | Albisguetli T.C.                   | Zúrich, Suiza                 | Checoslovaquia | 2 - 1     | Alemania Occ.   |
| 1984    | Pinheiros Sports Club              | São Paulo, Brasil             | Checoslovaquia | 2 - 1     | Australia       |
| 1985    | Nagoya Green T.C.                  | Nagoya, Japón                 | Checoslovaquia | 2 - 1     | Estados Unidos  |
| 1986    | Stvanice Stadium                   | Praga, Checoslovaquia         | Estados Unidos | 3 - 0     | Checoslovaquia  |
| 1987    | Hollyburn C.C.                     | Vancouver, Canadá             | Alemania       | 2 - 1     | Estados Unidos  |
| 1988    | Melbourne Park                     | Melbourne, Australia          | Checoslovaquia | 2 - 1     | Unión Soviética |
| 1989    | Ariake Forest Park Centre          | Tokio, Japón                  | Estados Unidos | 3 - 0     | España          |
| 1990    | Peachtree W.O.T.                   | Atlanta, Estados Unidos       | Estados Unidos | 2 - 1     | Unión Soviética |
| 1991    | City of Nottingham T.C.            | Nottingham, Reino Unido       | España         | 2 - 1     | Estados Unidos  |
| 1992    | Waldstadion T.C.                   | Fráncfort, Alemania           | Alemania       | 2 - 1     | España          |
| 1993    | Waldstadion T.C.                   | Fráncfort, Alemania           | España         | 3 - 0     | Australia       |
| 1994    | Waldstadion T.C.                   | Fráncfort, Alemania           | España         | 3 - 0     | Estados Unidos  |
| 1995    | Valencia T.C.                      | Valencia, España              | España         | 3 - 2     | Estados Unidos  |
| 1996    | Convention Center                  | Atlantic City, Estados Unidos | Estados Unidos | 5 - 0     | España          |
| 1997    | Brabant Hall                       | Bolduque, Países Bajos        | Francia        | 4 - 1     | Países Bajos    |
| 1998    | Palexpo Hall                       | Ginebra, Suiza                | España         | 3 - 2     | Suiza           |
| 1999    | Taube Tennis Stadium               | Stanford, Estados Unidos      | Estados Unidos | 4 - 1     | Rusia           |
| 2000    | Mandalay Bay Events Center         | Las Vegas, Estados Unidos     | Estados Unidos | 5 - 0     | España          |
| 2001    | Parque Ferial Juan Carlos I        | Madrid, España                | Bélgica        | 2 - 1     | Rusia           |
| 2002    | Palacio de Congresos de Maspalomas | Gran Canaria, España          | Eslovaquia     | 3 - 1     | España          |
| 2003    | Estadio Olímpico                   | Moscú, Rusia                  | Francia        | 4 - 1     | Estados Unidos  |
| 2004    | Ice Stadium Krylatskoe             | Moscú, Rusia                  | Rusia          | 3 - 2     | Francia         |
| 2005    | Pista Philippe Chatrier            | París, Francia                | Rusia          | 3 - 2     | Francia         |
| 2006    | Spiroudome                         | Charleroi, Bélgica            | Italia         | 3 - 2     | Bélgica         |
| 2007    | Luzhniki Palace of Sports          | Moscú, Rusia                  | Rusia          | 4 - 0     | Italia          |
| 2008    | Club de Campo Villa de Madrid      | Madrid, España                | Rusia          | 4 - 0     | España          |
| 2009    | Circolo del Tennis                 | Reggio Calabria, Italia       | Italia         | 4 - 0     | Estados Unidos  |
| 2010    | San Diego Sports Arena             | San Diego, Estados Unidos     | Italia         | 3 - 1     | Estados Unidos  |
| 2011    | Luzhniki Palace of Sports          | Moscú, Rusia                  | Rep. Checa     | 3 - 2     | Rusia           |
| 2012    | Estadio O2 Arena                   | Praga, República Checa        | Rep. Checa     | 3 - 1     | Serbia          |
| 2013    | Tennis Club Cagliari               | Calabria, Italia              | Italia         | 4 - 0     | Rusia           |
| 2014    | O2 Arena                           | Praga, República Checa        | Rep. Checa     | 3 - 1     | Alemania        |
| 2015    | O2 Arena                           | Praga, República Checa        | Rep. Checa     | 3 - 2     | Rusia           |
| 2016    | Rhénus Sport                       | Estrasburgo, Francia          | Rep. Checa     | 3 - 2     | Francia         |
| 2017    | Chizhovka-Arena                    | Minsk, Bielorrusia            | Estados Unidos | 3 - 2     | Bielorrusia     |
| 2018    | O2 Arena                           | Praga, República Checa        | Rep. Checa     | 3 - 0     | Estados Unidos  |
| 2019    | RAC Arena                          | Perth, Australia              | Francia        | 3 - 2     | Australia       |
| 2020-21 | O2 Arena                           | Praga, República Checa        | RTF            | 2 - 0     | Suiza           |
| 2022    | Emirates Arena                     | Glasgow, Reino Unido          | Suiza          | 2 - 0     | Australia       |
| 2023    | Estadio de La Cartuja              | Sevilla, España               | Canadá         | 2 - 0     | Italia          |
| 2024    | Martín Carpena Arena               | Málaga, España                | Italia         | 2 - 0     | Eslovaquia      |

### Títulos por país
| País             | #T | Años campeón                                                                                               | #S | Años subcampeón                                                        |
| ---------------- | -- | --- | -- | ---------------------------------------------------------------------- |
| Estados Unidos   | 18 | 1963, 1966, 1967, 1969, 1976, 1977, 1978, 1979, 1980, 1981, 1982, 1986, 1989, 1990, 1996, 1999, 2000, 2017 | 12 | 1964, 1965, 1974, 1985, 1987, 1991, 1994, 1995, 2003, 2009, 2010, 2018 |
| República Checaa | 11 | 1975, 1983, 1984, 1985, 1988, 2011, 2012, 2014, 2015, 2016, 2018                                           | 1  | 1986                                                                   |
| Australia        | 7  | 1964, 1965, 1968, 1970, 1971, 1973, 1974                                                                   | 12 | 1963, 1969, 1975, 1976, 1977, 1978, 1979, 1980, 1984, 1993, 2019, 2022 |
| Rusiab           | 5  | 2004, 2005, 2007, 2008, 2021                                                                               | 7  | 1988, 1990, 1999, 2001, 2011, 2013, 2015                               |
| España           | 5  | 1991, 1993, 1994, 1995, 1998                                                                               | 6  | 1989, 1992, 1996, 2000, 2002, 2008                                     |
| Italia           | 5  | 2006, 2009, 2010, 2013, 2024                                                                               | 2  | 2007, 2023                                                             |
| Francia          | 3  | 1997, 2003, 2019                                                                                           | 3  | 2004, 2005, 2016                                                       |
| Alemania         | 2  | 1987, 1992                                                                                                 | 5  | 1966, 1970, 1982, 1983, 2014                                           |
| Suiza            | 1  | 2022 | 2  | 1998, 2021                                                             |
| Sudáfrica        | 1  | 1972 | 1  | 1973                                                                   |
| Bélgica          | 1  | 2001 | 1  | 2006                                                                   |
| Eslovaquia       | 1  | 2002 | 1  | 2024                                                                   |
| Canadá           | 1  | 2023 | 0  |                                                                        |
| Gran Bretaña     | 0  | | 4  | 1967, 1971, 1972, 1981                                                 |
| Países Bajos     | 0  | | 2  | 1968, 1997                                                             |
| Serbia           | 0  | | 1  | 2012                                                                   |
| Bielorrusia      | 0  | | 1  | 2017                                                                   |

Notas:
- b: Incluye los títulos de la  Unión Soviética.

1. ↑  Debido a la decisión del TAS de diciembre de 2020 de suspender los entes deportivos rusos, el equipo de Rusia participó en la edición de 2020-21 bajo la denominación «Russian Tennis Federation» y las siglas RTF.

### Estructura actual (2023)
| Nivel | Grupo(s)                          | Grupo(s)                                                                | Grupo(s)                                                                | Grupo(s)                               |
| 1     | Fase Final 12 países              | Fase Final 12 países                                                    | Fase Final 12 países                                                    | Fase Final 12 países                   |
| 2     | Fase clasificatoria 18 países     | Fase clasificatoria 18 países                                           | Fase clasificatoria 18 países                                           | Fase clasificatoria 18 países          |
| 3     | Grupo 1 Zona de América 6 países  | Grupo 1 Zona de Europa/África 11 países                                 | Grupo 1 Zona de Europa/África 11 países                                 | Grupo 1 Zona de Asia/Oceanía 6 países  |
| 4     | Grupo 2 Zona de América 8 países  | Grupo 2 Zona de Europa/África 12 países                                 | Grupo 2 Zona de Europa/África 12 países                                 | Grupo 2 Zona de Asia/Oceanía 12 países |
| 5     | Grupo 3 Zona de América 10 países | Grupo 3 Zona de Europa y África 11 países (Europa) y 12 países (África) | Grupo 3 Zona de Europa y África 11 países (Europa) y 12 países (África) | Grupo 3 Zona de Asia/Oceanía 15 países |
| 6     |                                   | Grupo 4 Zona de África 12 países                                        | Grupo 4 Zona de África 12 países                                        |                                        |

## Clasificación
Ranking completo actualizado abril de 2024
Rusia y Bielorrusia han sido suspendidas como federaciones miembro de la ITF y suspendidas de toda competencia internacional por equipos.
|    | País            | Ptos.   | Anterior |
| -- | --------------- | ------- | -------- |
| 1  | Canadá          | 1066.25 | [1]      |
| 2  | República Checa | 1028.75 | [4]      |
| 3  | Italia          | 1028.75 | [5]      |
| 4  | Australia       | 973.75  | [2]      |
| 5  | Estados Unidos  | 935.00  | [8]      |
| 6  | España          | 922.50  | [7]      |
| 7  | Suiza           | 915.00  | [3]      |
| 8  | Alemania        | 907.50  | [10]     |
| 9  | Polonia         | 836.25  | [17]     |
| 10 | Eslovaquia      | 825.00  | [11]     |
| 11 | Rumanía         | 816.25  | [12]     |
| 12 | Gran Bretaña    | 810.00  | [15]     |
| 13 | Kazajistán      | 792.50  | [9]      |
| 14 | Francia         | 778.75  | [6]      |
| 15 | Japón           | 751.25  | [20]     |
| 16 | Eslovenia       | 703.75  | [14]     |
| 17 | Bélgica         | 697.50  | [13]     |
| 18 | Ucrania         | 662.50  | [18]     |
| 19 | Brasil          | 653.75  | [16]     |
| 20 | México          | 651.25  | [19]     |
| 21 | Países Bajos    | 618.25  | [26]     |
| 22 | Argentina       | 598.50  | [21]     |
| 23 | China           | 589.50  | [23]     |
| 24 | Austria         | 552.00  | [22]     |
| 25 | Colombia        | 545.50  | [29]     |
| 26 | Serbia          | 535.50  | [25]     |
| 27 | Hungría         | 512.00  | [27]     |
| 28 | Chile           | 508.50  | [30]     |
| 29 | India           | 505.50  | [32]     |
| 30 | Turquía         | 505.00  | [33]     |
| 31 | Letonia         | 502.75  | [24]     |
| 32 | Corea del Sur   | 499.50  | [31]     |
| 33 | Dinamarca       | 497.50  | [51]     |
| 34 | Croacia         | 490.50  | [35]     |
| 35 | Venezuela       | 482.00  | [39]     |

## Récords

### Récord de naciones
- Mayor número de títulos
  - 18  Estados Unidos

- Mayor número de títulos consecutivos
  - 7  Estados Unidos 1976, 1977, 1978, 1979, 1980, 1981 y 1982

- Mayor número de eliminatorias ganadas consecutivamente
  - 37  Estados Unidos 1976-83

- Mayor número de partidos ganados consecutivamente
  - 64  Estados Unidos 1978-83

- Remontadas de  0-2
  -  Australia 3-2  Canadá, 1996
  -  Austria 3-2  Australia, 1999
  -  España 3-2  Bélgica, 2004
  -  Rusia 3-2  Francia, 2011
  -  Suecia 3-2  Argentina, 2013
  -  Rusia 3-2  Eslovaquia, 2013
  -  Francia 3-2  Italia, 2015

### Récord de jugadores
- Mayor número de partidos ganados
- 72  Arantxa Sánchez-Vicario

- Mayor número de partidos de individuales ganados
- 50  Arantxa Sánchez-Vicario

- Mayor número de partidos de dobles ganados
- 38 / Larisa Neiland

- Mayor número de partidos de dobles ganados por equipo
- 18  Conchita Martínez /  Arantxa Sánchez-Vicario

- Mayor número de partidos jugados
- 118  Anne Kremer

- Mayor número de eliminatorias jugadas
- 74  Anne Kremer

- Mayor número de finales jugadas
- 10  Conchita Martinez,  Arantxa Sánchez-Vicario

- Desempeño perfecto
  - Individual
- 20-0  Margaret Court
- 20-0 / Martina Navratilova
  - Dobles
- 16-0  Angelique Widjaja
  - Individual y dobles
- 11-0  Esme De Villiers

- Racha ganadora más larga (individuales)
- 29  Chris Evert 1977-86

- Jugadora más joven
- 12 años, 360 días  Denise Panagopoulou, 1977

- Jugadora de mayor edad
- 52 años, 162 días  Gill Butterfield, 1996

- Mayor número de títulos ganados por un capitán
- 6  Petr Pála

### Récords generales
- Mayor número de juegos en una eliminatoria (formato al mejor de 5)
- 162  Francia 4-1   Japón, 1997

- Mayor número de juegos en una eliminatoria  (formato al mejor de 3)
- 104  Canadá 2-1  Suiza, 1977

- Mayor número de victorias absolutas (formato al mejor de 5)
- 18  Estados Unidos 5-0  República Checa, 2003 y  Estados Unidos 5-0  Bélgica, 2005

- Mayor número de juegos en un partido de individuales
- 54  Nathalie Tauziat derrotó  Naoko Sawamatsu 7-5 4-6 17-15, 1997

- Mayor número de juegos en un partido de dobles (pre-tiebreak)
- 51  Margaret Court / Kerry Melville derrotaron  Winnie Shaw / Virginia Wade 9-7 3-6 14-12, 1968

- Mayor número de juegos en un partido de dobles (pre-tiebreak)
- 43  Conchita Martinez / Arantxa Sánchez-Vicario derrotaron  Mary Joe Fernandez / Lisa Raymond 6-4 6-7 11-9, 1998

- Mayor número de juegos en un set de individuales
- 32  Nathalie Tauziat derrotó  Naoko Sawamatsu 7-5 4-6 17-15, 1997

- Mayor número de juegos en un set de dobles (pre-tiebreak)
- 32  Lucia Bassi / Daniela Porzio derrotaron  Michele Gurdal / Monique Van Haver 17-15 6-1, 1974

- Mayor número de juegos en un set de dobles (post-tiebreak)
- 24  Carmina Giraldo / Cecilia Hincapie derrotaron  Paula Cabezas / Barbara Castro 6-4 2-6 13-11, 1993

- Tiebreak más largo
- 21-19  Manisha Malhotra / Sania Malhotra derrotaron  Vlada Ekshibarova / Ivanna Israilova, 2004

- Mayor número de tiebreaks en una eliminatoria
- 4 Siete veces